# Krejčovice
Krejčovice (německy Schneiderschlag) jsou osada v okrese Prachatice, 7,5 km jihozápadně od Prachatic. Krejčovice jsou základní sídelní jednotkou na stejnojmenném katastrálním územím, patří k části Mlynářovice města Volary.
Krejčovice se nachází v nadmořské výšce 680 metrů na svazích Boubínské hornatiny, nad kaňonovitým údolím Blanice v blízkosti jejího soutoku s Křemenným a Milešickým potokem (údolí chrání přírodní rezervace Kaňon Blanice). Stráně a pastviny jsou zde natolik strmé, že Krejčovice byly přirovnávány ke krkonošskému typu osídlení.

## Historie
První písemná zmínka o osadě pochází z roku 1359, kdy vesnice patřila k panství hradu Hus. V roce 1910 zde stálo 33 domů se 181 obyvatelem (všichni německé národnosti). V té době zde byly dva mlýny na Milešickém potoce (Brotführer Mühle a Tahedl Mühle) a škola.
Ve vsi stojí kaple svatého Josefa. Ta je od ledna 2015 chráněnou kulturní památkou. V roce 2019 byla kaple zrekonstruována.